# Övre Esnarutjärnen
Övre Esnarutjärnen är en sjö i Piteå kommun i Norrbotten och ingår i Rosåns huvudavrinningsområde. Sjöns area är 0,019 kvadratkilometer och den befinner sig 115 meter över havet.